# Roberto Terzani
Roberto Terzani (Siena, 10 ottobre 1957) è un polistrumentista italiano.

## Biografia
Nasce a Siena nel 1957, inizia piccolissimo (a sei anni) a suonare il pianoforte, portato in casa dal fratello Marco (di dodici anni più grande di lui), un musicista di balere, che ebbe una grossa influenza su di lui. Dotato di una naturale predisposizione musicale compone la sua prima canzone all'età di otto anni. Un paio di anni dopo la morte del fratello lo scuote particolarmente e si rifugia nella musica.
Per motivi di lavoro la sua famiglia si trasferisce prima a Ferrara e poi successivamente a Bologna
dove frequenta le scuole medie. Nella città emiliana forma la sua prima band, i Windopen, lascia la scuola e comincia a lavorare in un'officina. Con il primo stipendio decide di comprarsi un basso e di dedicarsi a tempo pieno alla musica. Il gruppo riesce a firmare un contratto per la Cramps, incidendo un singolo e riuscendo ad attirare le attenzioni di case discografiche multinazionali dalle quali rifiuteranno ogni offerta. Sua è la sigla del TG1 dal 1986 al 1992. I Windopen conoscono Ernesto De Pascale, con il quale iniziano a collaborare e con il quale effettuano delle registrazioni a Firenze, dove la band si trasferisce momentaneamente. Dopo lo scioglimento dei Windopen, Terzani decide di stabilirsi a Firenze, dove c'era una scena musicale in fermento, ed entra a far parte degli Hypnodance, nei quale conosce Massimo Altomare e il batterista Daniele Trambusti.
Grazie alle informazioni fornite da quest'ultimo, Roberto nel 1989 scopre che la più importante rockband italiana di quel momento cerca un bassista in sostituzione di Gianni Maroccolo, fuoriuscito dalla band nell'estate di quell'anno. Viene subito scelto e diventa membro dei Litfiba.
Rimarrà in tale gruppo dal dicembre 1989 al 1999, anno della divisione tra Piero Pelù e Ghigo Renzulli. I suoi ruoli nei Litfiba sono molteplici: dapprima entra a far parte della band come bassista (1989-1993), successivamente, dopo un brevissimo allontanamento durante le registrazioni dell'album Spirito, rientra come secondo chitarrista e, dal '96, aggiungerà a questo ruolo la mansione di tastierista. Dal 1990 al 1994 ha suonato il basso nella sigla di Italia 1 film, ciclo di film in onda su Italia 1 e dal 1996 al 1998 ha suonato la tastiera sempre nella stessa sigla.
Tra la fine degli anni '80 e i primi anni '90, ha anche cantato e speakerato in parecchi spot della Gig.
Nel gennaio del 1995 diventerà padre di Alice.
Nel 1999, avvertendo forti frastuoni nell'ambiente Litfiba, fonda assieme agli altri componenti (esclusi, ovviamente, Pelù e Renzulli) un progetto alternativo chiamato Bliz. Il ruolo di cantante era affidato allo stesso Terzani e alla chitarra vi era Giacomo Castellano, successivamente sostituito da Cristiano Maramotti.
Il progetto Bliz non ebbe lunga durata perché dopo l'allontanamento di Pelù dai Litfiba, Terzani e gli altri componenti dei Bliz decidono di collaborare alla carriera solista di Piero Pelù entrando nel Supercombo. Terzani resterà fino al 2003, partecipando ai primi due dischi del rocker fiorentino: Né buoni né cattivi e U.D.S. - L'uomo della strada e ai relativi tour.
Nel 2003 decide di allontanarsi da Pelù ed incide nel 2005 il suo primo album da solista, RobertoTerzani.hits, trainato dal singolo Dai!.
Nel 2007 rientra nei rinnovati Litfiba con Filippo Margheri alla voce ricoprendo nuovamente il ruolo di bassista. Partecipa attivamente alla composizione dei brani pubblicati nel progetto discografico Five on Line, un EP registrato in presa diretta in sala prove e pubblicato solo online.
Nel novembre del 2009 viene annunciata la reunion dei Litfiba, con il ritorno di Piero Pelù; Terzani non viene confermato nella band.
Nel maggio del 2010 pubblica il suo nuovo singolo intitolato "XXI Secolo".
Nel 2012 partecipa al disco di Mauro Patelli, storico chitarrista di Luca Carboni al suo esordio solista, dal titolo Di bene in meglio, uscito nel mese di maggio.

## Discografia
Con i Windopen
- 1978 - Windopen Rock
- 1981 - Commands
- 1982 - Nessun controllo

Con Freak Antoni
- 1981 - L'incontenibile Freak Antoni

Con Massimo Altomare
- 1988 - Il grande ritmo dei treni neri
- 1990 - Un'ora di libertà

Con gli Hypnodance
- 1989 - Hypnodance
- 1991 - In the City

Con i Litfiba
- 1990 - El diablo
- 1992 - Sogno ribelle (raccolta)
- 1993 - Terremoto
- 1994 - Colpo di coda (live)
- 1995 - Spirito
- 1995 - Lacio drom (raccolta)
- 1997 - Mondi sommersi
- 1998 - Croce e delizia (live)
- 1999 - Infinito
- 2005 - '99 Live (live)
- 2009 - Five on Line

Con Bliz
- 1999 - Yeeeeeeh

Con Piero Pelù
- 2000 - Né buoni né cattivi
- 2002 - U.D.S. - L'uomo della strada
- 2003 - 100% Live (EP)

Con Mauro Patelli
- 2012 - Di bene in meglio

Solista
- 2005 - RobertoTerzani.hits